# Kanton Rochechouart
Kanton Rochechouart (francouzsky Canton de Rochechouart) je francouzský kanton v departementu Haute-Vienne v regionu Limousin. Tvoří ho pět obcí.

## Obce kantonu
- Chéronnac
- Rochechouart
- Les Salles-Lavauguyon
- Vayres
- Videix